# Paragiopagurus ventilatus
Paragiopagurus ventilatus is een tienpotigensoort uit de familie van de Parapaguridae. De wetenschappelijke naam van de soort is voor het eerst geldig gepubliceerd in 2004 door Lemaitre.